# Вылчеле (Румыния)
Вылчеле (рум. Vâlcele) — деревня, расположенная в жудеце Васлуй в Румынии. Входит в состав коммуны Ошешти.

## География
Деревня расположена в 277 км к северу от Бухареста, 24 км к северо-западу от Васлуя, 46 км к югу от Ясс.

## Население
По данным переписи населения 2002 года в селе проживали 65 человек.

### Национальный состав
| Национальность | Кол-во человек | Процент |
| -------------- | -------------- | ------- |
| Румыны         | 65             | 100 %   |

### Родной язык
| Язык      | Кол-во человек | Процент |
| --------- | -------------- | ------- |
| Румынский | 65             | 100 %   |